# Света Богородица Скрипу
„Света Богородица Скрипу“ (на гръцки: Παναγία η Σκριπού) е православен манастир в Орхоменос, Беотия, Гърция. От манастира е запазен католиконът, който се приема на най-важния и ценен паметник от периода на Македонското възраждане в цяла Средновековна Гърция. Манастирът е посветен на Успение Богородично, а името му идва от село Скрипу, днес квартал на Орхоменос. Манастирът е замислен и изграден за крипта на Лъв, протоспатарий при Василий I Македонец. Лъв e ктитор на храма.
На мястото на манастира през Античността има два езически храма на Харити и Дионис, след което е издигната раннохристиянска базилика. Църквата „Света Богородица Скрипу“ впечатлява със своите размери за времето си – 22,30 на 18,60 метра, без нартекса; с богатата си мраморна украса и с четирите монументални надписа. Манастирската църква е архитектурен паметник за преходния период на сакралната християнска архитектура, когато раннохристиянските базилики се преобразуват във византийски стил.